# Jassargus avennicus
Jassargus avennicus är en insektsart som beskrevs av Ribaut 1952. Jassargus avennicus ingår i släktet Jassargus och familjen dvärgstritar. Inga underarter finns listade i Catalogue of Life.